# Klein-Vorsen

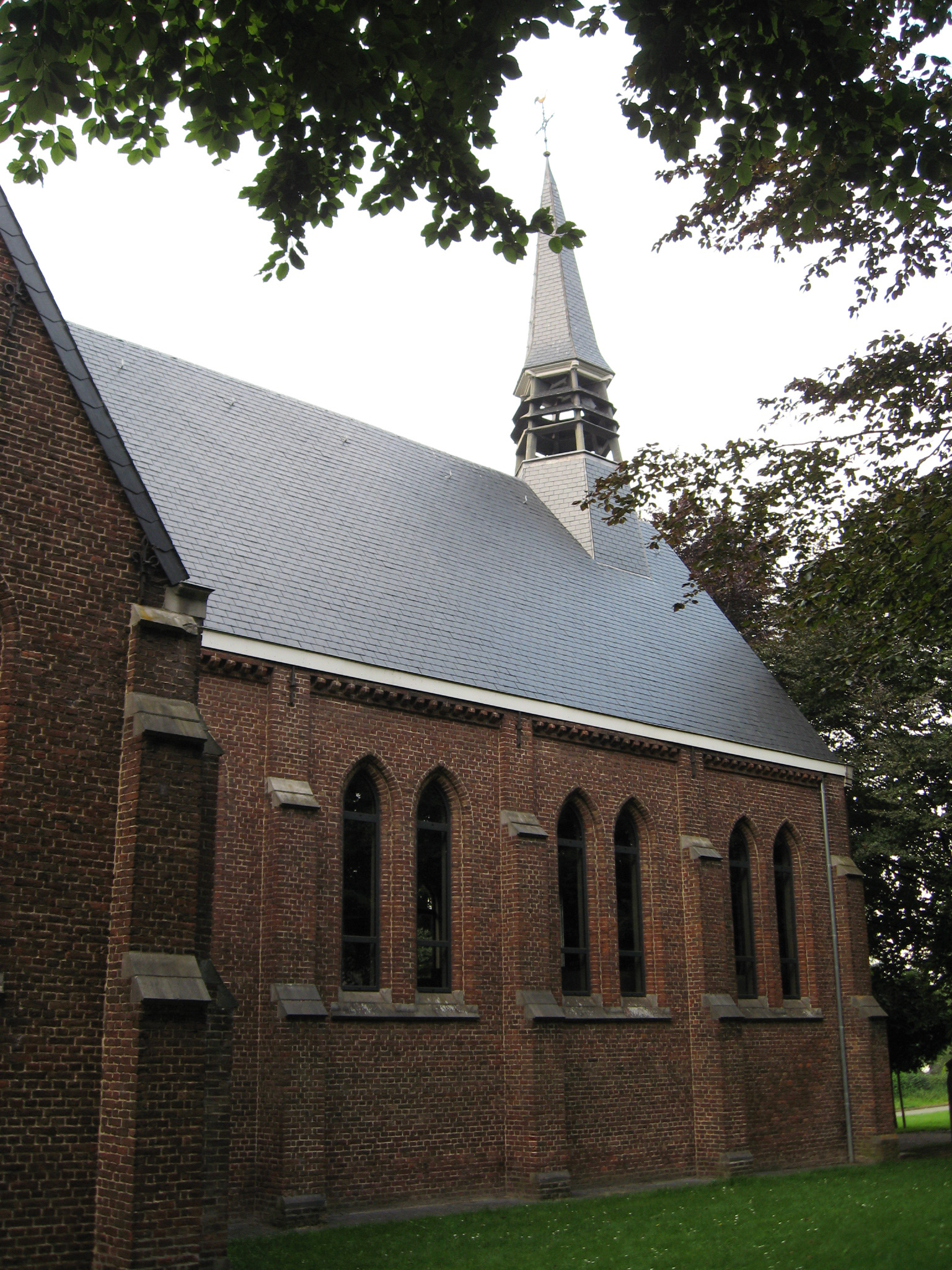
Sint-Rumolduskapel

Klein-Vorsen is een gehucht van Montenaken, een deelgemeente van Gingelom in de Belgische provincie Limburg.
Het gehucht bevindt zich onmiddellijk ten oosten van Montenaken waarmee het één kern vormt. Hoewel de naam van het gehucht anders doet vermoeden, behoort Klein-Vorsen dus niet tot de deelgemeente Vorsen die zo'n twee kilometer ten zuidoosten van Klein-Vorsen ligt.
Klein-Vorsen is gelegen in Droog-Haspengouw. Het omliggende landschap wordt gekenmerkt door een glooiend reliëf en de vruchtbare gronden zijn uitermate geschikt voor akkerbouw. De hoogte in dit gebied varieert tussen de 107 en 122 meter.
Centraal in het gehucht bevindt zich de Sint-Rumolduskapel. Deze voormalige kapel dateert uit het laatste kwart van de negentiende eeuw en is opgevat als een eenbeukige kerk. Het gebouw is opgetrokken in baksteen en afgewerkt met arduin. In 2005 werd de kapel omgebouwd tot een lokaal cultuurhuis.
Ten oosten en zuidoosten van Klein-Vorsen liggen de Twee Tommen en Drie Tommen. Dit zijn Gallo-Romeinse grafheuvels of tumuli die deel uitmaken van een groep van zes tommen in de buurt van Montenaken en dateren uit de tweede helft van de tweede eeuw na Christus.
Verdere bezienswaardigheden zijn:
- Kasteel Roberti, Groenplaats 5. Een 18e-eeuws bouwwerk. Hier woonde H.J. Roberti, de eerste lokale belastingontvanger na de onafhankelijkheid van België.
- Monument voor August Kempeneers, op de Groenplaats.

## Nabijgelegen kernen
Montenaken, Kortijs, Vorsen, Niel-bij-Sint-Truiden
Deelgemeenten: Boekhout · Borlo · Buvingen · Gingelom · Jeuk · Kortijs · Mielen-boven-Aalst · Montenaken · Muizen · Niel-bij-Sint-Truiden · Vorsen

Gehuchten: Hasselbroek · Heiselt · Hundelingen · Jeuk-Station · Klein-Jeuk · Klein-Vorsen

Belgische gemeenten · Arrondissement Hasselt · Limburg · Vlaanderen